# Beranidlo

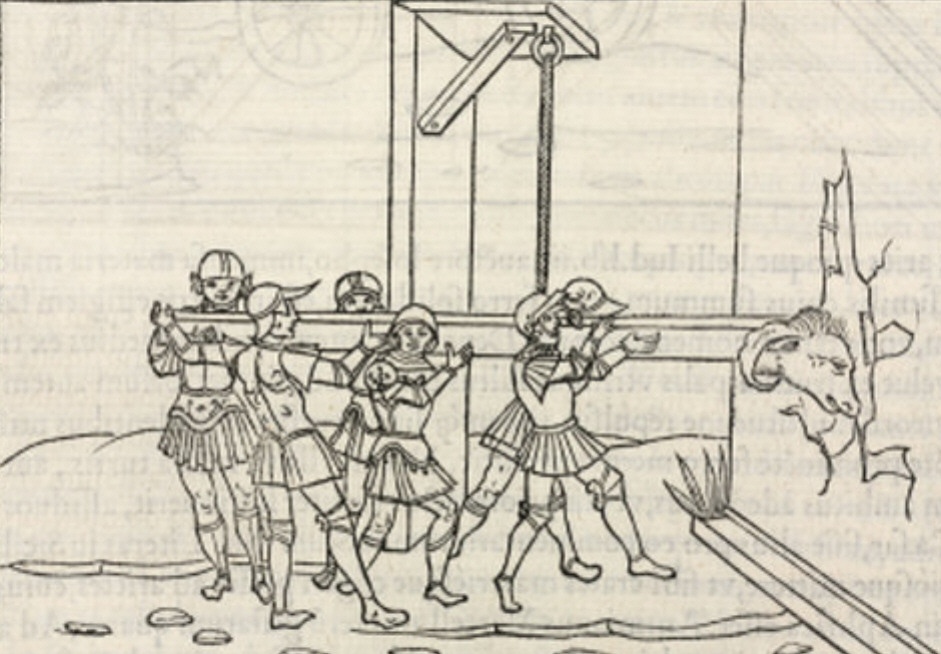
Kresba středověkého beranidla

Beranidlo je vojenský nástroj sloužící k průstupu skrz zavřené dveře, vrata či zeď. Většinou se jedná o vyztuženou část nějakého kmene stromu (polena, špalku apod.). Beranidlo je obvykle poháněno manuální silou, s jejíž pomocí naráží do překážky a postupně ji rozbíjí nebo rozráží. Beranidlo se často používalo k dobývání tvrzí, hradů a jiných opevněných míst. Tento nástroj se používal již od starověku a konec jeho využívání spadá do konec středověku (nepočítáme-li moderní beranidlo používané policisty). Beranidlo mělo mnoho podob, od pouhého kmene stromu až po krytá beranidla zavěšena pomocí kladkostroje.

## Beranidlo ve starověku

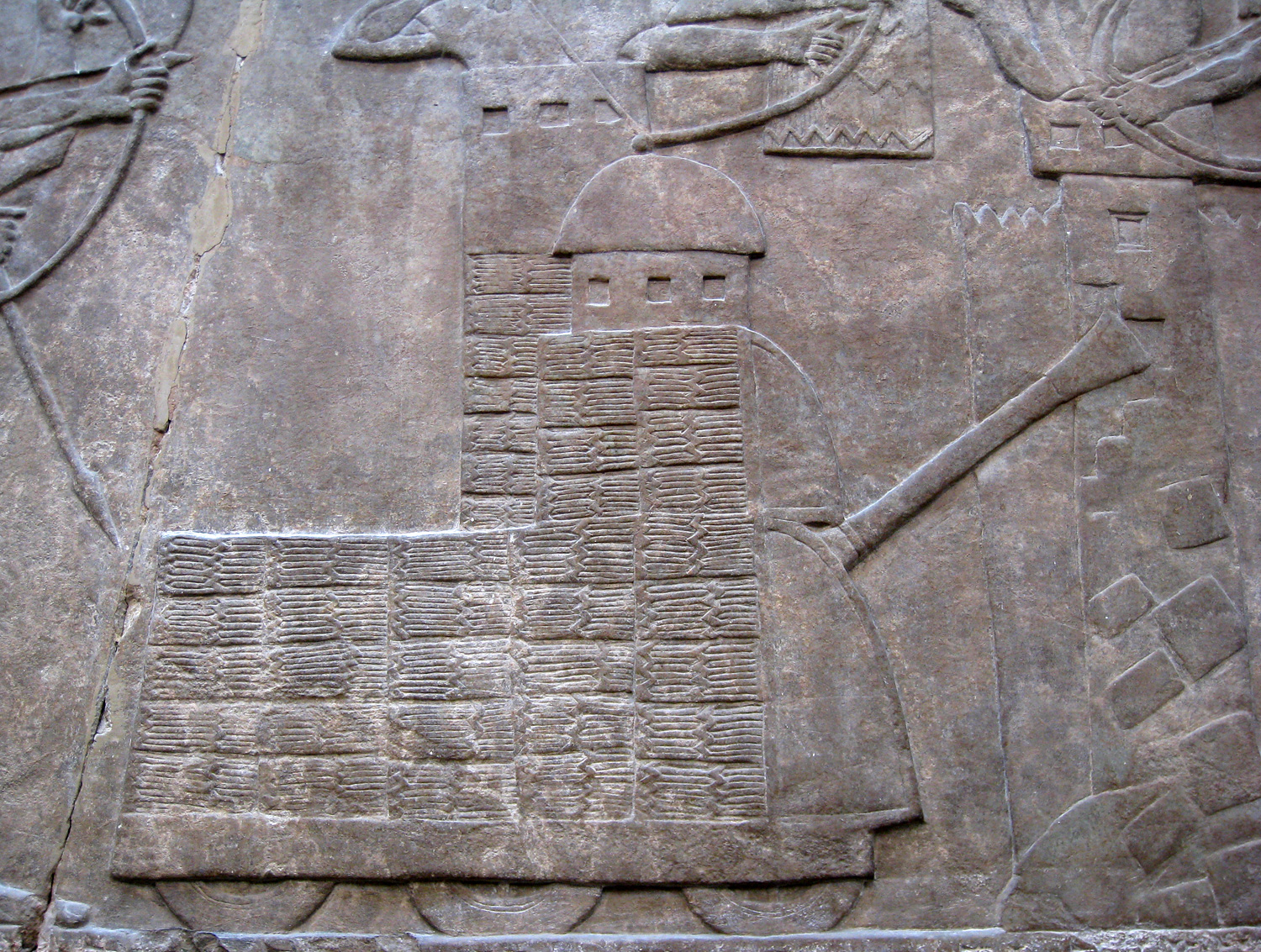
Asyrské beranidlo útočící na město

Beranidlo bylo spolu s žebříkem první nástroj používaný k dobývání pevností. Zpočátku bylo beranidlo pouze jakýsi kus dřeva, avšak brzy bylo opatřováno železnou hlavicí. Beranidlo bylo často používáno Asyřany, kteří se stali prvními velkými obléhateli starověku. Asyřané vybavili svá beranidla krytím (i když ne zcela dokonalým) a kolečky, což zvyšovalo rychlost beranidla. Při obléhání bylo beranidlo přisunuto na mnoha místech k opevnění, aby se zvýšila šance na proražení hradeb. Beranidlo bylo také hojně využíváno jako výbava dobývacích věží, přičemž bylo umisťováno v nejnižších patrech věže. Po pádu Asyrské říše se vývoj obléhacích technik (a tedy i beranidla) zastavil.
Až Řekové na Sicílii se zasadili o rozvoj obléhacích strojů. Svá beranidla opatřovali krytím pro obsluhu a samotné beranidlo bylo zavěšeno na řetězech. V pozdějších obdobích bylo beranidlo zavěšeno na kladkostrojích, což maximalizovalo jeho účinnost. Stříška, která zajišťovala krytí, byla opatřena buď surovou kůží nebo železnými pláty (ochrana proti šípům). Tento model beranidla se stal postrachem pevností a byl použit při mnoha obléháních. Římané toto beranidlo převzali a rovněž ho hojně používali, i když byl tento nástroj zastíněn tehdejší mechanickou artilérií. Ke konci starověku se beranidlo stávalo primitivnější a vytrácela se jeho účinnost. Určitá obměna beranidla byla využívaná i na moři. Šlo o tzv. beran a byl rovněž opatřen kovovou hlavicí.

## Beranidlo ve středověku

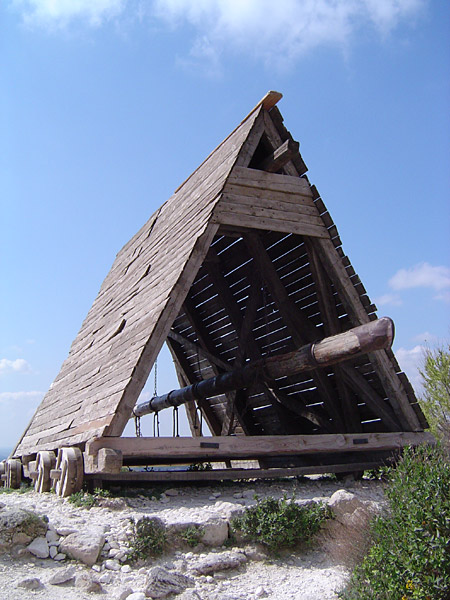
Replika středověkého beranidla v Château des Baux, Francie

Středověk se ve vývoji beranidla velmi podobal starověku. Kromě Byzantské říše a pozdějších islámských států začínal vývoj beranidla opět od nuly. Byzantinci beranidla používali a je nutno říci, že v asi nejdokonalejší formě, kterou středověk poznal. V ostatních částech Evropy se používalo beranidlo ve své nejprimitivnější formě. Byl to tedy jenom trám opatřen kovovou hlavicí a jeho obsluha nebyla vůbec chráněna. Někdy byla použita místo hlavice špice, která byla používána k odstranění pojiva mezi kameny zdi. Avšak brzy se středověcí vojevůdci poučili a beranidla byla opět opatřena stříškou, koly a kladkostroj nahradil provaz. V některých případech byla nutná improvizace, a tak někdy jako beranidlo sloužil demontovaný stožár lodi.
Ve vrcholném středověku se beranidlo stalo stejně účinné jako ve starověku a dokonce se stalo v některých ohledech ještě účinnější. Beranidlo bylo přítomno při každém velkém středověkém obléhání a stejně jako ve starověku jím byly vybaveny dobývací věže. Obránci se při obléhání snažili beranidla buď zničit šípy či ohněm, a nebo používali měkké desky, které minimalizovaly sílu beranidla. S nástupem trebuchetu a děl se beranidla používají stále méně a s koncem středověku již nejsou pravidelnou složkou obléhacího trébu. V některých případech se používalo beranidlo a to jako improvizovaná obléhací zbraň.

## Od středověku až do moderní doby

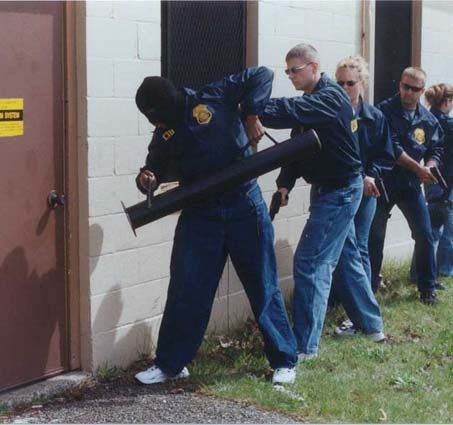
Američtí vojáci s moderním beranidlem

V novověku se beranidlo nevyužívá jako běžný prostředek ke zničení hradeb. Avšak, při některých příležitostech se beranidlo stále uplatnilo. Například existují zprávy, že při dobývání aztéckých a inckých měst je využívali španělští vojáci. V dnešní době využívají beranidlo buď policisté nebo speciální jednotky (např. SWAT) a to k rozrážení dveří. Beranidlo je většinou vyrobeno z kovu a k jeho obsluze stačí pouze dva muži.